# Władisław Polaszow
Władisław Siergiejewicz Polaszow (ros. Владисла́в Серге́евич Поляшо́в; ur. 4 kwietnia 1995 r. w Czeboksarach) – rosyjski gimnastyk, mistrz świata, brązowy medalista mistrzostw Europy, brązowy medalista igrzysk europejskich, dwukrotny medalista uniwersjady.